# Nessorhamphus ingolfianus
Nessorhamphus ingolfianus is een straalvinnige vissensoort uit de familie van langnekalen (Derichthyidae). De wetenschappelijke naam van de soort is voor het eerst geldig gepubliceerd in 1912 door Schmidt.